# Capt'ain Swing
Ne doit pas être confondu avec Captain Swing.
Capt'ain Swing est une série de bande dessinée italienne (ou fumetti) en petit format des éditions Aventures & Voyages devenues par la suite Mon journal. Cette série, avec la réédition des premiers épisodes au sein d'un mensuel portant le même titre, paraît toujours depuis avril 1994. 

## Historique de la série
À l'origine, il s'agit d'une série italienne intitulée Il Comandante Mark dont le premier numéro paraît en Italie en septembre 1966. La première parution française du titre s'est étalée de juillet 1966 (« Les Loups de l'Ontario ») à février 1991 (« Les Hors-la-loi ») sur 296 numéros, ce qui correspond à la quasi-intégralité des 281 épisodes italiens (ainsi que 16 rééditions). À de rares exceptions près (l'épisode des origines paru dans le no 78 et le dernier qui est inédit en France), chaque épisode fait 64 pages. On pourra noter que l'édition française est sortie avant l'édition originale. Capt'ain Swing est une création du studio ESSE-G-ESSE formé par trois dessinateurs italiens : Giovanni Sinchetto, Dario Guzzon et Pietro Sartoris. Le nom du studio étant formé par les initiales de leurs noms respectifs : SGS prononcé Esse-Gesse. On leur doit aussi les personnages de Miki le ranger, Kinowa, Le Cavalier noir, Ombrax (Alan Mistero en version originale) et surtout Blek le roc, tous plus ou moins connus des amateurs de BD en petits Formats.
En désaccord avec Dardo, l'éditeur italien de Blek, le trio décida d'abandonner ce personnage pour en recréer un similaire chez un autre éditeur. C'est ainsi que naquit Capt'ain Swing qui fut proposé aux éditions Araldo (devenu Cepim, puis Bonelli du nom de son créateur Gian Luigi Bonelli) et qui fut tout de suite accepté.
À la fin de la série italienne, le personnage continue de vivre, mais au rythme ralenti d'un numéro spécial par an appelé Speciale Mark qui parait aux alentours du mois de mai ou juin depuis mai 1990. Du trio initial, il ne reste déjà plus que Guzzon qui meurt en 2000. Le numéro spécial de 1997 a été réalisé au scénario par Moreno Burattini et par Lina Buffolente au dessins alors que la couverture était de M. Pepe. Avec ces numéros spéciaux sont joints des aventures mettant en avant les personnages secondaires comme Betty, Hibou Lugubre ou Pouik.

## Le personnage
Le Capt'ain Swing est le chef des rebelles contre les Anglais dans l'Amérique du XVIIIe siècle,marquée par la guerre d’indépendance menée par les 13 colonies contre la métropole. L'unité qu'il dirige est appelée Les Loups de l'Ontario car le fortin qui sert de base est sur une  minuscule ile de cette région, sur le lac du même nom.
Le Capt'ain est toujours accompagné de Mister Bluff, le chauve barbu faisant le joli cœur et Hibou Lugubre, l'indien pessimiste aux aïeux encombrants. L'humour provenant souvent des relations tumultueuses entre Hibou et Pouik, le chien de Mister Bluff. Swing  est aussi l'éternel fiancé de Betty avec qui il se marie dans l'ultime épisode encore inédit en France.
- En Italie, le Capt'ain Swing prend du grade et devient Commandante Mark, Hibou Lugubre s'appelle Gufo Triste (Hibou Triste), Pouik répond au nom de Flok alors que Betty et Mister Bluff conservent leurs noms français.

## Les revues

### Capt'ain Swing (1resérie)
296 numéros de juillet 1966 à février 1991. 280 épisodes inédits et 16 rééditions.

### Super Swing
63 numéros de mars 1980 à janvier 1987. Réédition en plus grand format des 1er épisodes de Capt'ain Swing en respectant l'ordre chronologique.

### Capt'ain Swing (Spécial)
15 numéros de mars 1986 à février 1991. Réédition en petit format dans le désordre.

### Capt'ain Swing (2esérie)
Parait depuis avril 1994. Réédition des premiers épisodes dans l'ordre chronologique (sauf quelques omissions). À noter un article historique sur les anciennes revues de l'éditeur à partir du no 87. Depuis octobre 2005 et le no 138, Akim est venu rejoindre Capt'ain Swing en histoire secondaire.
Depuis août 2012 :
- Albums - Numéros 1 à 3 :
  - Album compilation N°1 N°182-170-138 (08/2012)
  - Album compilation N°2 N°162-214-218 (12/2012)
  - Album compilation N°3 N°223-178 (07/2013)

### Les albums
- Les Loups de l'Ontario, Aventures & Voyages (1973). Reprise du no 1 en couleurs.
- La canne qui tue, Aventures & Voyages (1974). Reprise du no 2 en couleurs.

### Adaptation au cinéma
- Korkusuz Kaptan Swing, film turc réalisé par Tunc Basaran, avec Salih Guney (Capt'ain Swing), Suleyman Turan (Gamli Baykus), Ali Sen (Mister Bluff), Gulgun Erden, Reha Yurdakul (Degirmenci)